# Franz Böckli
Franz Böckli (ur. 15 marca 1858, zm. 14 lutego 1937) – szwajcarski strzelec sportowy, mistrz olimpijski i mistrz świata. 
Uczestnik Letnich Igrzysk Olimpijskich 1900. Wystartował w pięciu konkurencjach, zdobywając złoto w jednej z nich – był to drużynowy konkurs strzelania z karabinu dowolnego z trzech postaw z 300 metrów. Najlepszym indywidualnym wynikiem Böckliego było piąte miejsce w karabinie dowolnym stojąc z 300 metrów. Igrzyska w Paryżu były również turniejem o mistrzostwo świata, więc Böckli został automatycznie mistrzem świata.
Poza turniejem w Paryżu, zdobył medale mistrzostw świata tylko w jednej edycji tych zawodów. Na mistrzostwach świata w Loosduinen (1899) wywalczył dwa złote (karabin dowolny stojąc, 300 m; karabin dowolny, trzy postawy, 300 m, drużynowo) i jeden brązowy medal (karabin dowolny, trzy postawy, 300 m). 